# Kis Salétrom utca
Kis Salétrom utca est une rue de Budapest, située dans les quartiers de Palotanegyed et Corvin (8e arrondissement).